# Lake City (Arkansas)
Lake City è una località degli Stati Uniti d'America, capoluogo, con Jonesboro, della contea di Craighead, nello Stato dell'Arkansas.